# Athanas Tendeng
Athanas Tendeng (Senegal, 23 de junio de 1970) es un exfutbolista y entrenador de fútbol de Senegal que jugaba en la posición de delantero centro.

## Carrera

### Club
Jugó toda su carrera con el Casa Sport de 1990 a 2001.

### Selección nacional
Jugó para Senegal en siete ocasiones de 1993 a 1994 y anotó dos goles, uno de esos goles fue en la victoria por 2-1 ante Guinea en Sousse por la Copa Africana de Naciones 1994.

### Entrenador
Dirigió al Casa Sport en la temporada 2010.